# Stewart SF2
Stewart SF2 – samochód Formuły 1, zaprojektowany przez Alana Jenkinsa dla zespołu Stewart na sezon 1998. Kierowcami zespołu byli Rubens Barrichello, Jan Magnussen oraz Jos Verstappen, który zastąpił Magnussena począwszy od Grand Prix Francji.
Samochód nie był udaną konstrukcją. Przyczyną tego był fakt, iż zespół dość późno rozpoczął projektowanie oraz testowanie modelu, co miało związek z nieustannym ulepszaniem w trakcie sezonu 1997 modelu SF1. Nadal występowały problemy z niezawodnością, a także z szybkością.
Zespół ostatecznie zdobył w sezonie 1998 pięć punktów, co dało ósme miejsce w klasyfikacji konstruktorów.

## Wyniki w Formule 1
| Legenda oznaczeń w tabelach wyników Wyświetl szablon na nowej stronie | Legenda oznaczeń w tabelach wyników Wyświetl szablon na nowej stronie                                                                     |
| Oznaczenie                                                            | Wyjaśnienie |
| --------------------------------------------------------------------- | --- |
| Złoty                                                                 | Zwycięzca lub mistrzostwo |
| Srebrny                                                               | 2. miejsce lub wicemistrzostwo |
| Brązowy                                                               | 3. miejsce lub II wicemistrzostwo |
| Zielony                                                               | Ukończył, punktował (w klasyfikacji generalnej, gdy zdobył co najmniej jeden punkt na przestrzeni sezonu, poza trzema powyższymi opcjami) |
| Niebieski                                                             | Ukończył, nie punktował (w klasyfikacji generalnej, gdy nie zdobył co najmniej jednego punktu na przestrzeni sezonu)                      |
| Czerwony                                                              | Nie zakwalifikował się (NZ) |
| Czerwony                                                              | Nie prekwalifikował się (NPK) |
| Różowy                                                                | Nie ukończył (NU) |
| Różowy                                                                | Niesklasyfikowany (NS) (w klasyfikacji generalnej, gdy nie został sklasyfikowany w żadnym wyścigu sezonu)                                 |
| Czarny                                                                | Zdyskwalifikowany (DK) |
| Czarny                                                                | Wykluczony (WYK/EX) |
| Biały                                                                 | Nie wystartował (NW) |
| Biały                                                                 | Kontuzjowany (K/INJ) |
| Biały                                                                 | Wyścig odwołany (OD/C) |
| Bez koloru                                                            | Został wycofany (WYC/WD) |
| Bez koloru                                                            | Nie przybył (NP/DNA) |
| Bez koloru                                                            | Nie brał udziału w treningach (NT/DNP) |
| Bez koloru                                                            | Nie został zgłoszony (–) |
| Pogrubienie                                                           | Start z pole position |
| Kursywa                                                               | Najszybsze okrążenie wyścigu |
| †                                                                     | Nie ukończył, ale jego rezultat został zaliczony ze względu na przejechanie więcej niż 90% dystansu wyścigu.                              |
| *                                                                     | Sezon w trakcie |
| 1/2/3                                                                 | Punktowana pozycja w sprincie kwalifikacyjnym                                                                                             |
| Lista systemów punktacji Formuły 1                                    | |

| Sezon | Zespół  | Silnik | Opony | Kierowcy           | 1   | 2   | 3   | 4   | 5   | 6   | 7   | 8   | 9   | 10  | 11  | 12  | 13  | 14  | 15  | 16  | Pkt. | Msc. |
| ----- | ------- | ------ | ----- | ------------------ | --- | --- | --- | --- | --- | --- | --- | --- | --- | --- | --- | --- | --- | --- | --- | --- | ---- | ---- |
| 1998  | Stewart | Ford   | B     |                    | AUS | BRA | ARG | SMR | ESP | MCO | CND | FRA | GBR | AUT | DEU | HUN | BEL | ITA | LUX | JPN | 5    | 8    |
| 1998  | Stewart | Ford   | B     | Rubens Barrichello | NU  | NU  | 10  | NU  | 5   | NU  | 5   | 10  | NU  | NU  | NU  | NU  | NU  | 10  | 11  | NU  | 5    | 8    |
| 1998  | Stewart | Ford   | B     | Jan Magnussen      | NU  | 10  | NU  | NU  | 12  | NU  | 6   |     |     |     |     |     |     |     |     |     | 5    | 8    |
| 1998  | Stewart | Ford   | B     | Jos Verstappen     |     |     |     |     |     |     |     | 12  | NU  | NU  | NU  | 13  | NU  | NU  | 13  | NU  | 5    | 8    |